# Pine Village
Pine Village est une town — une municipalité — située dans l'Adams Township, comté de Warren, dans l'Indiana, aux États-Unis. Sa population était de 217 habitants au recensement de 2010.
Pine est le mot anglais pour pin, Pine Village étant donc le village des pins.